# Acacia alemquerensis
Acacia alemquerensis é uma espécie de leguminosa do gênero Acacia, pertencente à família Fabaceae.